# Виснер, Юлиус фон
Юлиус фон Виснер (нем. Julius Ritter von Wiesner; 20 января 1838[…], Чехине — 9 октября 1916[…], Вена) — австрийский ботаник и педагог.

## Биография
Научное образование получил в Вене. В 1861 году начал читать лекции по физиологии растений в Политехническом институте, а в 1873 году был избран профессором анатомии и физиологии растений в Венском университете.
Обладая солидной физико-химической подготовкой, внёс точный метод и в решение вопросов растительной физиологии. Его работы над образованием хлорофилла и явлениями гелиотропизма по своей методике могут считаться образцовыми. Весьма ценны также и любопытны его исследования над ростом и движением органов растений и их формированием в зависимости от внешних условий. Работы его над организацией клеточной оболочки указали на новую плодотворную точку зрения.
В последние годы, увлеченный идеей единства, пытался установить новый взгляд на структуру живого вещества. Простейшим элементом организации, по его мнению, является не клетка, а так называемые плазомы, из совокупности которых слагается протоплазма и все протоплазматические образования. Плазомы свои он наделял способностью расти, ассимилировать и размножаться делением. Плазом относится к клетке так, как последняя к ткани. Нельзя не согласиться, что все это остроумно, но зато и вполне гипотетично.
Помимо работ, посвященных растительной анатомии и экспериментальной физиологии, Виснеру принадлежат также несколько важных микроскопических исследований, относящихся к области технологии и технического товароведения (например, его исследование старых бумаг, сырых растительных продуктов и т. п.).